# PGA Kampioenschap (Schotland)
Het PGA Kampioenschap van Schotland (Scottish PGA Championship, later het Johnnie Walker Championship at Gleneagles) is een voormalig nationaal kampioenschap voor golfprofessionals.
Het toernooi maakte vanaf 1999 deel uit van de Europese PGA Tour en liet dus internationale deelnemers toe. Het vond nadien altijd plaats op Gleneagles. Bij die eerste editie kwam Rolf Muntz in de play-off, maar hij verloor van Warren Bennett.

## Records
Adam Scott had al drie overwinningen in 2002 behaald toen hij in Gleneagles aankwam en stond op de 13de plaats van de Volvo Order of Merit. Op Gleneagles won hij met een voorsprong van 10 slagen en steeg hij naar de 8ste plaats.
- Hij was de jongste winnaar: 22 jaar en 40 dagen.
- Hij won met -26, de laagste score ooit. Op de 2de plaats eindigde Raymond Russell met -16.
- Hij maakte 22 onder par op de par-5-holes.
- Hij maakte de laagste ronde van de week, 63, en evenaarde het record van Pierre Fulke uit 2000.

## Hole-in-one
Er werd tijdens dit toernooi regelmatig een hole-in-one gemaakt:
- Op hole 4 door Robert Coles in 2004, Mark Foster in 2006 en César Monasterio in 2007.
- Op hole 10 door David Howell in 1999, Paul Lawrie in 2000, Raymond Russell in 2004 en Thomas Levet in 2007.

## Winnaars
| Jaar                                      | Winnaar                   | Score                     | Opmerking                                                      |
| Scottish PGA Championship                 | Scottish PGA Championship | Scottish PGA Championship | Scottish PGA Championship                                      |
| ----------------------------------------- | ------------------------- | ------------------------- | -------------------------------------------------------------- |
| 1956                                      | Eric Brown                |                           |                                                                |
| 1958                                      | Eric Brown                |                           |                                                                |
| 1960                                      | Eric Brown                |                           |                                                                |
| 1965                                      | Eric Brown                |                           |                                                                |
| 1966                                      | Eric Brown                |                           | tie met John Panton                                            |
| 1968                                      | Eric Brown                |                           |                                                                |
| 1970                                      | Ronnie Shade              |                           |                                                                |
| 1976                                      | John Chillas              |                           |                                                                |
| 1986                                      | Ross Drummond             |                           |                                                                |
| 1987                                      | Ross Drummond             |                           |                                                                |
| 1989                                      | Ross Drummond             |                           |                                                                |
| 1990                                      | Ross Drummond             |                           |                                                                |
| 1994                                      | Andrew Coltart            |                           |                                                                |
| 1999                                      | Warren Bennett            | -6                        | Monarch's Course. Play-off tegen Rolf Muntz                    |
| 2000                                      | Pierre Fulke              | -17                       | PGA Centenary Course                                           |
| Gleneagles Scottish PGA Championship      |                           |                           |                                                                |
| 2001                                      | Paul Casey                | -14                       | PGA Centenary Course                                           |
| Diageo Scottish PGA Championship          |                           |                           |                                                                |
| 2002                                      | Adam Scott                | -26                       | PGA Centenary Course                                           |
| Diageo Championship at Gleneagles         |                           |                           |                                                                |
| 2003                                      | Søren Kjeldsen            | -9                        |                                                                |
| 2004                                      | Miles Tunnicliff          | -13                       | PGA Centenary Course                                           |
| Johnnie Walker Championship at Gleneagles |                           |                           |                                                                |
| 2005                                      | Emanuele Canonica         | -7                        |                                                                |
| 2006                                      | Paul Casey                | -16                       |                                                                |
| 2007                                      | Marc Warren po            | -12                       | play-off tegen Simon Wakefield                                 |
| 2008                                      | Grégory Havret            | -14                       |                                                                |
| 2009                                      | Peter Hedblom             | -13                       | PGA Centenary Course                                           |
| 2010                                      | Chris Doak po             | -15                       | won op Gleneagles na 4-holes play-off van Gareth Wright (foto) |

## Nederlandse prestaties
In 2008 speelden Maarten Lafeber en Joost Luiten mee, beiden misten de cut.
In 2009 verschenen zes Nederlanders aan de start: Wil Besseling, Robert-Jan Derksen, Maarten Lafeber, Joost Luiten, Taco Remkes en Inder van Weerelt. Lafeber leidde dit gezelschap na de eerste ronde en stond met -1 op de 29ste plaats. In de tweede ronde maakte hij 67 (-5), waarna hij op een gedeelde tweede plaats kwam te staan; aan de leiding bleef Paul Lawrie. Besseling maakte -2 en steeg naar de 38ste plaats, en Van Weerelt maakte -1 en steeg naar de 48ste plaats.
Op de derde dag ging het moeizaam met de Nederlanders. Lafeber eindigde nog met twee birdies maar zakte naar de 7de plaats. Besseling en Van Weerelt stonden ergens onderaan. Lawrie maakte +1 en werd ingehaald door Peter Hedblom, die -4 maakte en met -8 aan de leiding ging.
De laatste ronde was niet erg spannend. Lafeber maakte 77 en werd 37ste. Van Weerelt maakte -1 en werd 45ste.